# トランスミッション

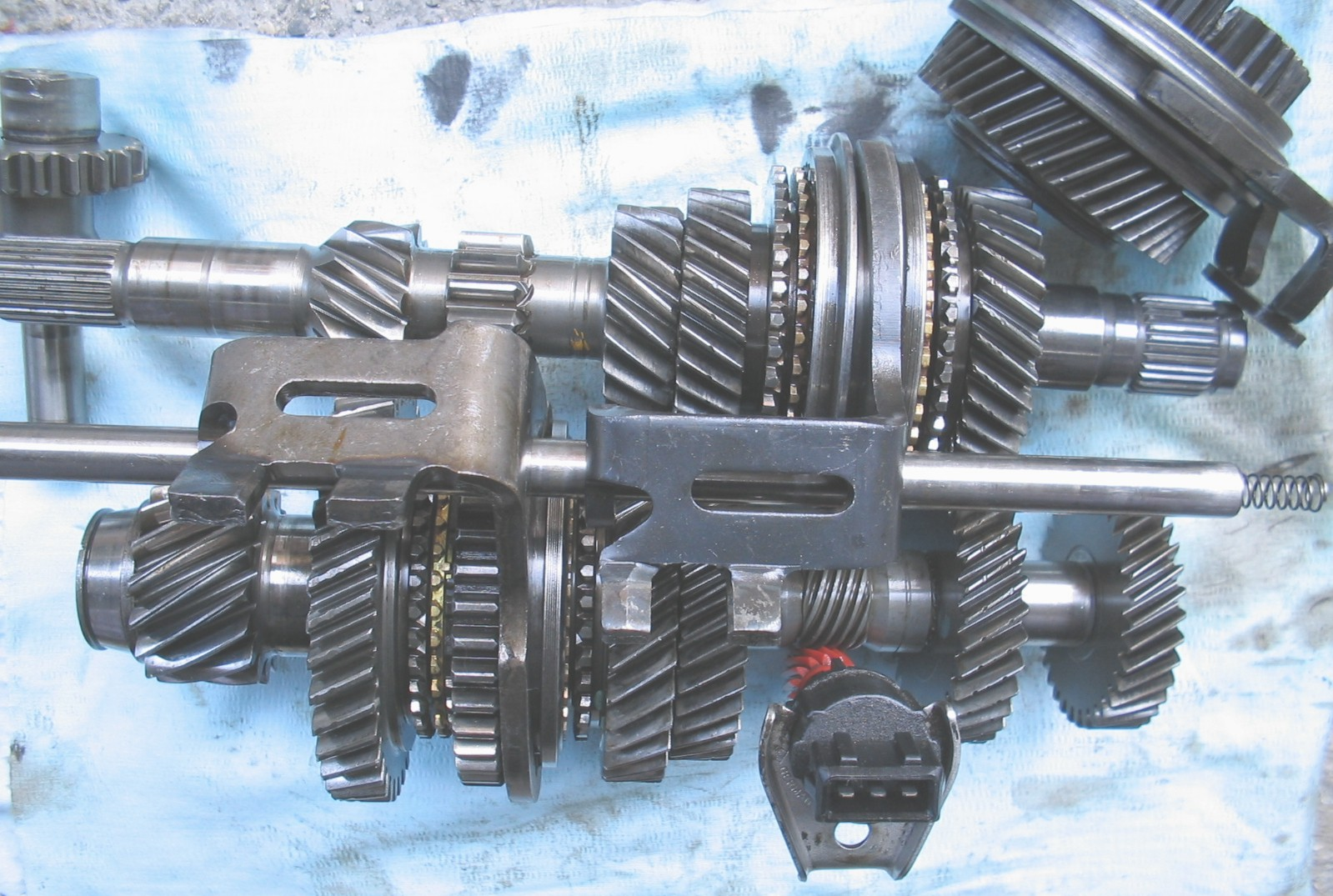
後退ギア付き5速トランスミッション（2009年式フォルクスワーゲン・ゴルフ）

自動車におけるトランスミッション（英: transmission）とは、歯車や軸などからなり、動力源の動力をトルクや回転数、回転方向を変えて活軸へと伝達する組立部品（ASSY）である。変速機または変速機構とも呼ばれる。歯車の組合せによるものはギアボックス（英: gear box）とも呼ばれる。

## 概要
トランスミッションは単一のギヤ比で動力源の回転を変換して伝達するものと、複数のギア比を必要に応じて切り替えることができるものがある。ギア比の切り替えは手動で行われる場合と自動で行われる場合がある。また、回転方向を切り替える機能を持つ場合もある。歯車の代わりにベルトとプーリーなどを用いた無段変速機構や、フルードなどの流体を用いた方式もある。

### アメリカ・イギリスでの呼称
イギリス英語では「トランスミッション」はギアボックスやクラッチ、プロペラシャフト、デファレンシャル、ドライブシャフトといった駆動伝達経路全体を指す。一方、アメリカ英語では「ギアボックス」は速度とトルクを変換する歯車装置のすべてを指し、「トランスミッション」は自動車などの、減速比が変更できるギアボックスの一種として区別され、その駆動伝達経路は「ドライブトレイン（駆動列）」と呼ばれる。

## 自動車等
自動車やオートバイなどでは原動機の出力を駆動輪に伝達する過程において、適切なトルクと回転速度に変速するためにトランスミッションが利用される。無回転時にトルクを発生しない一般的な容積型内燃機関を原動機とする場合、回転速度を低くしすぎると発進時や低速走行時にはエンジンがストールする場合もある。トランスミッションは原動機の回転速度を減速すると同時にトルクを増幅する。車両への搭載は一般的にエンジンとの間にクラッチやトルクコンバーターなどの発進機構を介して接続される。
自動車などのトランスミッションの種別は、手動で変速比を切り替えるマニュアルトランスミッション（MT）や自動的に変速比が切り替わるオートマチックトランスミッション（AT）に分類される。またオートマチックトランスミッションの内で、クラッチ操作のみを自動化したセミオートマチックトランスミッションを別に分類する場合がある。ATの変速方式の1つとして、無段階で変速比を変化させる無段変速機（CVT）を採用する車種や、奇数段と偶数段で別々に2つの自動制御クラッチを有するデュアルクラッチトランスミッション（DCT）を採用する車種もある。

### マニュアルトランスミッション（MT）
減速比の切り替えやその際に必要となるクラッチの断続など、変速時の全ての操作を操縦者が行うトランスミッションである。多くの場合、複数の歯数の異なる歯車の組合せの内から適切なものを選び、原動機の出力を希望する回転数やトルクに変換して伝達する。歯数の異なる段（ギア）に変速する際に動力の伝達を一旦途切れさせるため、クラッチ機構が備わっている。また、内蔵された数本のシャフトの回転差を同調させ、変速をスムーズに行う為のシンクロメッシュが各段の歯車に備えられている。
自動車用の変速機としては最も古典的な機構で、自動車の普及とともに広く採用されてきた。しかし、操作の煩わしさなどから一部の用途を除いて需要が減り、採用車種も減少した。日本では「マニュアル」や「MT」と略されることが多い。
MTの一種であるが、自動車用として広く普及しているシンクロメッシュ式MTと異なり、ギアセレクターと歯車の間の同調を取るためのシンクロナイザーを持たない形式を ノンシンクロトランスミッションと呼ぶ。そのうち歯車が常時噛合式で、シンクロナイザーの代わりに噛合いクラッチを備えたものは和製英語で「ドグミッション」とも呼ばれる。オートバイのMTでドグミッションが一般的に採用されているほか、競技用車両の一部で採用されている。かつては一般の自動車用としても広く採用された。ローギアなどの一部をノンシンクロとして、ほかの段をシンクロメッシュ式とした車種もあり、これに対してすべての段でシンクロメッシュを採用したトランスミッションはフルシンクロと呼ばれていた。
ノンシンクロのうち、歯車を摺動させて噛み合わせる形式は選択摺動式（スライディングメッシュ）と呼ばれる。歯車が高速回転する用途ではシフトチェンジが難しい一方で、高い負荷に耐えられる許容量を持ち、構造が簡潔であることから、歯車の回転速度が比較的低速な農業用トラクターや建設機械の一部で用いられるほか、戦車や、ロードトレインや18ホイーラーと呼ばれる日本国外の大型貨物自動車のように、高い軸トルクのかかる用途で採用されている。大型貨物自動車では、発進時にニュートラルからギアを入れる操作を低廉にする目的で、クラッチ操作と同時にエンジン回転が入力されるシャフト（インプットシャフト）の回転をバンドブレーキで強制的に停止させるクラッチブレーキ機構が搭載されている。

### オートマチックトランスミッション（AT）
クラッチ操作と変速操作を自動化して運転操作を簡略化したトランスミッションである。日本ではオートマやATと略されることが多い。古くから採用され広く普及している方式は、流体継手の一種であるトルクコンバータ（トルコン）によってエンジンと接続され、遊星歯車機構で変速を行う機構を組み合わせた方式である。遊星歯車機構をトルクコンバータではなく摩擦クラッチによってエンジンと接続される方式や、ベルトとプーリーで変速を行う方式、上述のMTで多く利用されるギヤ列の組み合わせを自動選択して変速する方式などがある。
ベルトまたはチェーンとプーリー、あるいは円盤と円錐状のローラーを組み合わせて減速比を無段階に連続変化させるトランスミッションは無段変速機（英: Continuously Variable Transmission, CVT）と呼ばれる。変速時のクラッチ断接や歯車の切り替えで生じる出力軸のトルク変動が小さく、きめ細かな減速比を実現できることからエンジンの効率が高い回転域を多用でき、燃費の面でも利点がある。一方で、2005年頃からは幅広い回転域で効率よく稼働するエンジンが増えてきたことにより、CVTの優位性は薄れてきているとする技術者もいる。
奇数段と偶数段で歯車を支持する入力軸（インプットシャフト）を別に持ち、それぞれにクラッチを配置して変速時に2つのクラッチを同時に繋ぎ替えるものは、デュアルクラッチトランスミッション（DCT）あるいはツインクラッチトランスミッションと呼ばれる。市販車には2003年に初めて搭載され、高級車から次第に普及価格帯の車種へと普及が進んでおり、小型トラックでも採用されている。
オートマチックトランスミッションの機構と制御のまま、ギヤの選択を運転者が任意で選択することもできるスイッチを備えたものをマニュマチック（manumatic）と呼ぶ場合がある。上述のCVTを基にした物も存在する。日本では「MTモード付きAT」や「スポーツAT」と称されることが多い。1990年代に、従来のATにスポーツ性を付加する目的で登場した。“Manumatic”は英語圏における“Manual”と“Automatic”の混成語である。

#### セミオートマチックトランスミッション（セミAT）
セミオートマチックトランスミッション（セミAT）は、クラッチ操作が機械化されたトランスミッションであり、変速は手動で行う必要がある。2ペダルMTまたはクラッチレスMTとも呼ばれる。
ロボタイズドマニュアルトランスミッション（英: robotized manual transmission）やオートメイテッドマニュアルトランスミッション（英: automated manual transmission, AMT）などと称されるものがあり、これらは一般的なMTと同様の機構（摩擦クラッチでエンジンと接続され、シンクロメッシュギアを組み合わせた変速機構を持つ）で、操縦者のギヤ選択操作によりクラッチの断続を自動制御している。クラッチ操作のみを自動化した機構は他にも古くから自動車に採用された例がある。これらとは別に、一般的なフルATと同様にトルクコンバーターあるいは遊星歯車変速機構を備えながらも、自動的な変速比の選択を行わないセミATもある。
セミATは本来、機構ではなく制御範囲による分類である。しかし、現在は制御技術の向上とアクチュエーターの小型化に伴い、AMTの多くは自動変速モードを備えるようになっており、手動変速モード付AT（マニュマチック）とは機構面でしか違いがなくなっている。例えば、いすゞ自動車はフルATとしての機能を備えているにもかかわらず、自社のギアボックスを「セミオートマチックトランスミッション、別名AMT（オートメイテッドマニュアルトランスミッション）」と呼んでいる。日野自動車も自社の自動変速モード付きギアボックスをAMTと呼んでいる。AMTは一般的に「Pレンジ」を持たないが、スズキのAGSのようにPレンジを持つものもある。